# بییالمانسو
بییالمانسو (به اسپانیایی: Villalmanzo) یک شهرستان در اسپانیا است.

## خصوصیات
بییالمانسو ۲۴ کیلومترمربع مساحت و ۵۱۲ نفر جمعیت دارد.